# Нижний Муйнак
Нижний Муйнак (баш. Түбәнге Муйнак) — деревня в Зианчуринском районе Республики Башкортостан Российской Федерации. Входит в состав Муйнакского сельсовета.

## География

### Географическое положение
Расстояние до:
- районного центра (Исянгулово): 36 км,
- центра сельсовета (Верхний Муйнак): 8 км,
- ближайшей ж/д станции (Саракташ): 72 км.

## Население
| 1939 | 1959 | 1970 | 1979 | 1989 | 2002 | 2009 |
| ---- | ---- | ---- | ---- | ---- | ---- | ---- |
| 155  | ↘116 | ↘113 | ↘81  | ↘39  | ↗61  | ↗88  |
| 2010 |      |      |      |      |      |      |
| ↘73  |      |      |      |      |      |      |

Национальный состав
Согласно переписи 2002 года, преобладающая национальность — башкиры (100 %).